# Виноба Бхаве
Виноба Бхаве, наст. имя Винаяк Нарахари Бхаве (англ. Vinayak Narahari Bhave; 11 сентября 1895 — 15 ноября 1982) — индийский философ
, учёный-религиовед и политик.
Происходил из семьи брахмана. В 1916 году стал учеником Махатмы Ганди. В 1920-е и 1930-е годы неоднократно арестовывался за участие в акциях против британского колониального правления. В 1940 году был арестован за протест против участия Индии во Второй мировой войне. Был освобождён в 1944 году; после убийства Ганди (30 января 1948 года) стал одним из главных лидеров гандистов. В независимой Индии был инициатором ряда общественных кампаний, в том числе акций, направленных на перераспределение земель в пользу крестьянства.
Следовал практике ненасильственного сопротивления — в 1979 году, объявив голодовку, вынудил федеральное правительство принять закон о запрещении убоя коров. В 1984 году он был посмертно удостоен ордена Бхарат Ратна.
В 1953 году вышла его работа «Bhoodan Yajna».